# Sadler (Teksas)
Sadler je grad u američkoj saveznoj državi Teksas. Prema popisu stanovništva iz 2010. u njemu je živjelo 343 stanovnika.